# قائمة الأفلام المصرية سنة 1928
هذه قائمة بالأفلام المصرية لسنة 1928 مرتبة أبجديا
| اسم الفيلم      | إخراج وكتابة                                    | بطولة                                                                                             | مصدر  |
| --------------- | ----------------------------------------------- | ------------------------------------------------------------------------------------------------- | ----- |
| البحر بيضحك     | - اخراج : إستيفان روستي - تاليف : أمين عطا الله | - أمين عطا الله - إستيفان روستي - ايريز استانى - بهية أمير - حسين المليجي - سيد سليمان            | [ 1 ] |
| تحت سماء مصر    | - اخراج : وداد عرفي - تاليف : لا شيء            | - بشارة واكيم - فاطمة رشدي                                                                        | [ 2 ] |
| سعاد الغجرية    | - اخراج : جاك شوتز - تاليف : جاك شوتز           | - حسين إبراهيم - محمد التوني - عبدالعزيز خليل - أمينة رزق - فردوس حسن - محمد كمال المصري (شرفنطح) | [ 3 ] |
| فاجعة فوق الهرم | - اخراج : إبراهيم لاما - تاليف : إبراهيم لاما   | - فاطمة رشدي - بدر لاما - مصطفى حافظ - رتيبة رشدي - عزيزة رشدي - السيد حسن جمعة                   | [ 4 ] |